# L'Œil du tigre
Pour plus de détails, voir Fiche technique et Distribution.
L'Œil du tigre (Eye of the Tiger) est un film d'action américain de Richard C. Sarafian, sorti en 1986.

## Synopsis
Buck Matthews, ex-taulard tout juste libéré, revient dans sa ville natale où l'ont patiemment attendu sa femme Christie et sa fille Jennifer. Grâce à des contacts, il trouve un emploi d'ouvrier de chantier. En tant qu'ancien prisonnier, il doit pointer régulièrement au poste de police mais le shérif, qui ne croit pas en sa volonté de réinsertion, décide de harceler Buck afin de le pousser à quitter la ville au plus vite. Un soir, Buck vient en aide à une jeune infirmière, Dawn, agressée par une bande de criminels spécialisés dans le trafic de drogues et face auxquels le shérif semble particulièrement laxiste. Les criminels décident alors de faire une expédition punitive chez Buck et tuent Christie. Jennifer, traumatisée, se retrouve à l'hôpital, plongée dans un profond mutisme. En dépit des avertissements de son ami J.B. Deveraux, proche collaborateur du shérif, et du harcèlement continuel de ce dernier, Buck déclare la guerre aux assassins de Christie.

## Distribution
- Gary Busey : Buck Matthews
- Yaphet Kotto : J.B. Deveraux
- Seymour Cassel : Shérif
- Bert Remsen : Père Healey
- Denise Galik : Christie Matthews
- William Smith : Blade
- Kimberlin Brown : Dawn
- Judith Barsi : Jennifer Matthews

## À noter
- La bande originale contient notamment une version du titre Eye of the Tiger de Survivor réenregistrée avec Jimi Jamison au chant, ainsi qu'une chanson de James Brown ressemblant beaucoup à Living in America (Rocky 4).
- Il s'agit de la première incursion au cinéma de Judith Barsi (1978 - 1988), jusque-là connue comme actrice télé (séries, téléfilms, publicités...).